# Fordillida
De Fordillida zijn een orde van uitgestorven tweekleppigen.

## Taxonomie
De volgende taxa zijn bij de orde ingedeeld:
- Superfamilie  † Fordilloidea Pojeta, 1975
  - Familie  † Camyidae Hinz-Schallreuter, 2000[2]
    - Geslacht  † Camya Hinz-Schallreuter, 1995
      -  † Camya asy Hinz-Schallreuter, 1995

  - Familie  † Fordillidae Pojeta, 1975
    - Geslacht  † Fordilla Barrande, 1881[3]
      -  † Fordilla germanica Elicki, 1994
      -  † Fordilla marini Sampelayo, 1933
      -  † Fordilla troyensis Barrande, 1881